# 카단 오구르

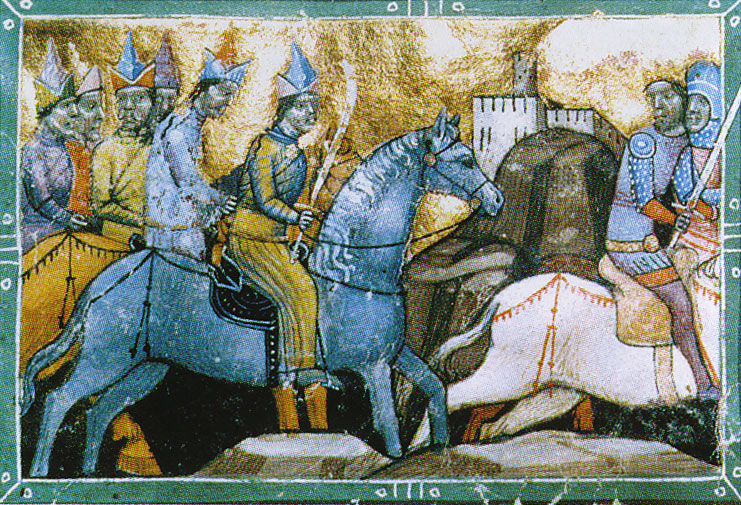
1241년 4월 11일 모히 전투에서 패한 헝가리의 왕 벨라 4세를 추격하는 카단의 몽골군

카단 오구르(Хадан бол, Qada'an oγul, ? ~ 1261년) 또는 카다안 오구르(Хадаан бол)는 몽골 제국의 황족, 장군으로 칭기즈 칸의 손자이며, 오고타이 칸의 여섯째 아들이고, 생모는 오고타이 칸의 첩 에레게네 비자이다. 귀위크 칸의 이복 동생이다. 몽골의 2차 서방 원정 당시 레그니차 전투, 코젤스크 전투, 사요 강 전투에서 승전하였다. 몽골의 유럽 원정 때 카단은 차가타이 칸의 아들 바이다르, 백장 한국의 칸 오르다 칸과 함께 폴란드, 헝가리를 공략, 초토화시켰다. 중국어 사서에서는 합단(合丹), 광단(廣丹)으로 등장한다.
1236년~1241년 몽골의 서방 원정에 출전했으며, 폴란드, 헝가리 등을 공략하였다. 1241년 그는 바이다르와 함께 레그니차 전투에 참가하여 승리했다. 바투 칸의 명령으로 헝가리의 왕 벨라 4세를 추격하여 아드리아해로 가서 헝가리군을 전멸, 몽골군 역사상 최초로 해전에서 승리했다.
1251년 새로운 대칸을 선출할 때 몽케 칸을 지지했으며, 1251년부터는 오고타이 한국의 북서부(현 감숙성 일대)를 통치하였다. 1259년 몽케 칸 사후 쿠빌라이와 아리크부카 사이에 전쟁이 발발할 때, 그는 쿠빌라이를 지지하였다. 카단, 카다안은 몽골어로 바위를 뜻한다. 페르시아어 사서 집사에는 그를 카단 오굴(قدان اغور)로 기술하는데, 오굴은 투르크어로 왕자를 뜻한다. 

## 생애

### 생애 초기
오고타이 칸과 그의 후궁 에레게네 비자의 아들로 태어났으며, 동복 친형제로는 친동생 멜리가 있었다. 카단, 카다안은 몽골어로 바위를 뜻한다. 페르시아의 역사학자 라시드 알딘(رشیدالدین فضل‌الله همدانی)에 의하면 카단은 오고타이 카안의 여섯번째 아들이었으며, 생모는 에레게네 카툰으로 오고타이 카안의 첩이라 한다. 그의 어머니 에레게네 비자에 대한 인품과 사적은 전하지 않는다. 친동생 멜리는 이름만 전하고 행적과 사적은 기록에 전하지 않는다. 그런데 페르시아어 사서 집사에는 멜리에게 6명의 아들이 있었다는 기록이 있다.
집사의 우구데이 카안기에 의하면 카단은 어려서 차가타이 한국으로 보내져 숙부 차가타이 칸의 궁정에서 성장했다. 차가타이 한국에서 생활하다 성인이 되어 귀국하였다.

### 몽골의 서방 원정에 참여
1236년 오고타이 칸의 명으로 서방원정군이 편성되자, 이복 형 귀위크 칸, 사촌 몽케 칸과 함께 서방 원정에 파견, 출정하였다. 카단과 귀위크는 카라코룸을 출발, 바투의 휘하에서 원정군 1개 부대를 이끌었다. 1237년 바시키르와 볼가 불가리아, 모라비아를 원정하였다.
1237년 겨울부터 1238년 카단은 바슈르, 볼가 불가리아, 모르드빈스 원정에 참여했다. 1238년 루스를 공략하고, 노브고르드 대공국을 정벌했다. 노브고르드에서 대초원으로 돌아오는 길에 카단의 군대은 부리의 군대와 함께 군사를 동쪽으로 돌려 이동, 랴잔 대공국을 정복하였다. 1238년 5월 초. 카단은 7주간 주력군을 이끌고 코젤스크 대공국에 접근, 그해 7월 3일만에 코젤스크를 점령했다. 1238년 말 카단은 몽케 칸을 따라 북코카서스에서 서부 키르키스족을 정복했다. 1239년 겨울부터 1240년에 카단은 몽케, 귀위크, 부리 등과 함께 민스크시를 3개월간 포위 공격하는데 참여했다. 며칠간의 연속 격전 끝에 승리, 저항한 주민들을 보복하였다.
1241년 카단은 바이다르, 오르다 칸의 군대와 폴란드를 침공했다. 1241년 초, 카단의 군대는 폴란드 내에서 분리되어 폴란드의 도시인 루블린 , 자비호스트 , 산도미에시 등을 약탈했다. 그런 다음 카단은 마소비아를 공격했고, 바이다르는 철수하여 폴란드 수도인 크라코와 바이툼을 불태웠고 오르다 칸은 리투아니아의 남서쪽 국경을 공격했다. 이들은 실레지아의 수도 브로츠와프를 공격할 예정이었다. 바이다르는 도시를 포위하기 시작했지만 카단은 오르다 칸과 함께 북쪽으로 진군하여 레그니카로 진군하여, 보헤미아의 바츨라프 1세와 합류하기 전인 실레지아 공작 하인리히 2세, 폴란드 대공의 군대를 발슈타트에서 격파했다. 마소비아의 콘라트 1세의 일부 군대를 물리친 후 카단의 군대는 그해 4월 레그니카에서 바이다르 군대 및 오르다의 군대와 합류했다. 1241년 4월 9일 레그니카 전투에서 헝가리 군을 패배시켰다.
그러나 예상외로 몽골군 사상자가 발생하여 카단은 보헤미아의 바츨라프 1세의 본진을 직접 공격하기를 주저했다. 카단은 바이다르 군대와 연합, 보헤미아로 돌진했고, 보급로를 차단하여 보헤미아의 국왕이 헝가리의 벨라 4세를 돕는 것을 막을 수 있었다. 카단의 군대 일부는 모라비아를 공략하게 한 후, 헝가리로 갔다.
1241년부터 1242년 카단이 이끄는 군대는 동부 유럽을 정복하고, 헝가리, 폴란드, 달마티아, 불가리아를 공략, 정복했다. 1241년 4월 9일 레그니카 전투는 역사에 기록되었다. 서방 원정의 막판에 카단의 군대는 볼린 공국을 점령한 후, 본진과 분리되어 키예프 함락에 참여했다. 귀위크는 아버지 오고타이 카안의 명령을 받고 몽골로 귀환했고, 카단은 바투 및 수부타이와 함께 볼호로프에 도착, 볼호로프 주민들은 몽골의 종주권과 조공을 바치는데 동의했다. 볼호로프를 떠나 카르파티아산맥 주변을 정복하고 헝가리를 침공, 헝가리의 최남단 경로를 이동하여 북쪽까지 갔다. 1241년 드로에 전투에서 헝가리군을 참패시켰다. 카단의 군대는 헝가리의 바라딘, 아라드, 페레그, 에그레스, 티미쇼아라, 알바이울리아를 차례대로 함락시켰다.
1241년~1242년 겨울, 카단은 구이르로 가는 길에 부다를 점령, 파괴하였다. 또한 이탈리아인 용병들을 고용해서 세케슈페헤르바르를 점령하게 하는 동안, 카단은 해빙이 마을 주변의 땅을 점령했다가 곧 퇴각했다. 카단은 헝가리의 벨라 4세를 찾기 위해 1개 투멘을 부여받아 헝가리 남부로 보내졌다. 카단은 먼저 자그레브에서 헝가리 왕을 찾았고, 자그레브를 황폐화시킨 뒤 달마티아로 진격해 벨라 4세를 추격했다.1242년 3월 벨라 4세는 크로아티아의 클리스 요새에서 카단의 추격 소식을 접하고 트로기르로 피신했다. 카단은 이때 헝가리인 포로들을 앞세웠으나 보급품의 부족으로 헝가리인 포로들을 처형했다. 벨라 4세는 카단의 추격을 피해 트로기르에서 라구사로 피신했다. 카단은 스쿠타리에 근처까지 갔다가 아버지 오고타이 칸의 사망 소식을 접하였다.
1242년 4월 카단은 군단을 이끌고 아드리아해 주변을 원정했다가 동쪽으로 귀환했다.

### 귀환 이후
귀위크를 비롯한 오고타이계 왕자들은 툴루이 가문과 갈등했으나, 카단과 코단은 몽케를 지지하였다. 1251년 새로운 대칸을 선출할 때 몽케 칸을 지지했다. 1251년 7월 몽케가 집권했을 때 오고타이의 후손들은 대부분 숙청됐고, 차가타이계 일부도 숙청됐다. 그러나 카단은 몽케를 지지했으므로 그의 가족은 살아남았다. 카단은 오고타이 한국의 북서쪽 감숙성일대를 영지로 분봉받았다.
1257년 10월 몽케 칸의 남송 친정군이 출발할 때, 카단은 카라차르의 아들 토크토와 함께 몽케 칸의 남송원정대에 참여, 배편으로 남중국해를 거쳐 1258년 2월 남송에 도착했다. 1259년 8월 몽케 칸이 남송 원정 도중 사천성 조어산에서 죽자, 몽케 칸의 동생 아리크부카와 쿠빌라이가 서로 대칸이 되려고 경쟁하였다. 카단은 쿠빌라이 지지를 선언했다. 1260년 연경에서 열린 쿠릴타이에 참여, 쿠빌라이를 추대하였다.
1260년 봄, 쿠빌라이와 아릭부케 사이에 전쟁이 벌어지자, 그는 쿠빌라이의 편에 섰으며, 쿠빌라이 군대의 서부 지역 군대에서 활동했다. 곧 그의 명으로 아릭부케와 교전했으며 1260년 말, 카단은 감숙성 북서부 고장(姑臧) 근처에서 아릭부케의 오른쪽 군대를 지휘한 아란타르 장군과 쿤두카이 장군의 군댈르 격파하고, 그들을 처형했다. 쿠빌라이와 아리크부카 사이의 전투 중 일시적으로 하서 지방을 포기하는 안이 나왔으나, 카단은 온구트부의 안추르 등과 함류, 바친, 왕량신(汪良臣) 등 3명과 각각 군대를 이끌고 아란타르 군을 상대했다. 바람이 심하게 불 무렵 왕량신이 아란타르 군과 교전, 카단은 아란타르 군대의 도주 경로를 파악하고 매복해 있다가 아란타르, 군두카이 군을 기습공격하여 몰살시켰다. 집사에 의하면 아란타르를 죽인 것은 카단이라 한다.
1261년 쿠빌라이가 친히 아리크부카를 정벌할 때 출정, 카단은 시무투 전투에서 아리크부카를 패주시켰다. 1261년 혹은 1262년 경에 사망했다.

### 사후
일부 서방의 문헌에서는 그의 이름을 그의 조카 카이두 혹은 이복 형제 코단과 혼동하기도 한다.
다른 우구데이계 왕족들과 달리, 카다안은 툴루이가문을 지지하여 자신의 지위를 유지하는 데 성공했지만, 그의 자손들은 다른 우구데이 왕족에게 합류하였다. 카단의 아들 중 한 명인 킵차크 또는 치바크 오고데이의 다른 아들 카시 가문의 카이두와 차가타이 한국의 바라크 사이의 동맹을 중재했으며, 이후 카이두 울루스에 참여했다. 또 다른 아들 예순투아는 카이산의 공격으로 알타이 산맥에서 원나라에 항복할 때까지 카이두 우르스에서 활동하고 있었다.
몽케두는 몽케 카안을 도와 공을 세우고 서량 서쪽 땅을 분봉받았다. 다른 아들 지피테무르는 하서 지역을 다스렸으며, 후에 하서의 일부를 영창부(永昌府)로 승격되고 영창왕으로 봉작됐다.
카단의 후손 카라차크는 1308년 원 무종으로부터 용왕(隴王)에 봉해지고 수뉴금인을 받았다. 카라차크의 후손들은 용왕직을 세습하였다.
일설에는 15세기의 북원의 칸 굴리치 울루그 테무르 칸이 카단 오구르의 후손이라는 설이 있다.

## 가계
- 아버지: 오기데이 칸
- 어머니: 에르게네 카툰

- 아들 : 도르지(Дорж)
- 아들 : 야사구르(Ясагур)
- 아들 : 킵차크(Кипчак), 후일 카이두 칸의 측근이 된다. 그에게는 쿠릴(Хурил)이라는 아들이 있었다.
- 아들 : 에부겐 루(Эбүгэн Лу)
- 아들 : 에센트(Есөнт)
- 아들 : 쿠리마시(Хуримаши)
- 아들 : 에베(Ебэ)
- 아들 : 아지기(Ажиги)